# واگذاری محاسبات
واگذاری محاسبات (به انگلیسی: Computation Offloading) به فرآیندی گفته می‌شود که طی آن، یک دستگاه دیجیتال (مانند تلفن همراه، رایانهٔ قابل حمل، یا حسگرهای اینترنت اشیا) وظایف پردازشی سنگین یا انرژی‌بر خود را به یک سامانهٔ بیرونی قدرتمندتر منتقل می‌کند. این سامانه ممکن است یک سرور ابری، سرور لبه‌ای (Edge Server)، یا رایانهٔ محلی دیگری باشد. هدف اصلی از این فرایند، بهبود کارایی، صرفه‌جویی در مصرف انرژی، و امکان‌پذیر ساختن اجرای عملیات پیچیده روی دستگاه‌های محدود از نظر منابع است.

## پیش‌زمینه و اهمیت
با رشد سریع رایانش ابری و رایانش سیار، نیاز به استفاده از دستگاه‌های کوچک با قدرت محاسباتی محدود افزایش یافته است. در عین حال، نیازهای کاربران به اجرای برنامه‌های پیچیده‌تر، مانند پردازش تصویر، تحلیل داده‌های بزرگ و اجرای مدل‌های یادگیری ماشین نیز بیشتر شده است. در چنین شرایطی، واگذاری محاسبات به‌عنوان راه‌حلی برای رفع محدودیت‌های منابع محلی مطرح شده است.

## انواع واگذاری محاسبات
واگذاری محاسبات می‌تواند در قالب‌های مختلفی انجام شود:
واگذاری کامل: تمامی وظایف پردازشی به سرور خارجی ارسال می‌شود.
واگذاری جزئی: تنها بخش‌هایی از کد یا ماژول‌های خاص برنامه واگذار می‌شوند.
واگذاری ایستا (Static Offloading): تصمیم واگذاری از پیش و بدون توجه به شرایط لحظه‌ای گرفته می‌شود.
واگذاری پویا (Dynamic Offloading): تصمیم‌گیری بر اساس شرایط فعلی شبکه، پردازنده، و مصرف انرژی صورت می‌گیرد.

## مزایا
- کاهش مصرف باتری در دستگاه‌های سیار
- افزایش سرعت اجرای برنامه‌های پیچیده
- فراهم‌کردن امکان اجرای الگوریتم‌های سنگین در موبایل‌ها و گجت‌های IoT
- کاهش نیاز به سخت‌افزار قدرتمند محلی

## چالش‌ها و محدودیت‌ها
- وابستگی به کیفیت ارتباط شبکه
- خطرات امنیتی و نگرانی‌های مربوط به حریم خصوصی
- سربار ارتباطی و زمان تأخیر در ارسال/دریافت داده‌ها
- نیاز به الگوریتم‌های تصمیم‌گیری هوشمند برای مدیریت واگذاری

## کاربردها
- تلفن‌های هوشمند: برای انجام پردازش‌های سنگین تصویری یا گفتاری
- اینترنت اشیا: برای انتقال تحلیل داده‌ها از حسگرها به فضای ابری
- خودروهای خودران: برای تحلیل بلادرنگ داده‌های حسگرها با استفاده از سرورهای لبه‌ای
- واقعیت مجازی و واقعیت افزوده: برای پردازش گرافیکی و تعاملی با کمترین تأخیر
- یادگیری ماشین و هوش مصنوعی: اجرای مدل‌های پیچیده در سرورهای خارجی

## تفاوت با رایانش ابری
اگرچه واگذاری محاسبات اغلب بر بستر رایانش ابری انجام می‌شود، اما تمرکز آن بر انتقال وظایف از دستگاه محدود به محیط محاسباتی قدرتمند است. در حالی که رایانش ابری یک معماری کلی برای پردازش توزیع‌شده ارائه می‌دهد، واگذاری محاسبات بیشتر به‌عنوان یک تکنیک بهینه‌سازی در کاربردهای سیار و هوشمند شناخته می‌شود.

## آینده واگذاری محاسبات
با گسترش فناوری‌های نسل پنجم (5G)، رایانش لبه‌ای، و توسعه مدل‌های سبک یادگیری ماشین، انتظار می‌رود واگذاری محاسبات نقش پررنگ‌تری در طراحی سیستم‌های آینده داشته باشد. همچنین افزایش توانمندی ابزارهای هوش مصنوعی در تصمیم‌گیری بلادرنگ، به بهبود عملکرد و بهره‌وری این فناوری کمک خواهد کرد.